# Cyclaspis elegans
Espèce
Cyclaspis elegans est une espèce de crustacés appartenant à la classe des malacostracés, à l'ordre des cumacés et à la famille des Bodotriidae. Elle est trouvée à Lyttelton Harbour en Nouvelle-Zélande.